# Schwantesia marlothii
Schwantesia marlothii är en isörtsväxtart som beskrevs av L. Bol. Schwantesia marlothii ingår i släktet Schwantesia och familjen isörtsväxter. Inga underarter finns listade i Catalogue of Life.